# Frei Manuel dos Santos
Frei Manuel dos Santos (nasceu c. 1672, Ourentã - 29 de Abril de 1740, Mosteiro de Alcobaça) foi um monge cisterciense, Cronista-Mor do Reino e continuador da Monarquia Lusitana na linha de Frei Bernardo de Brito, Frei António Brandão e Frei Francisco Brandão.

## Obras
- Alcobaça Illustrada - Noticias, e Historia dos Mosteiros, e Monges insignes Cistercienses da Congregação de S. Maria de Alcobaça da Ordem de S. Bernardo nestes Reinos de Portugal, e Algarves. Parte. 1. Contém a Fundação, progressos gloriosos, Privilegios, Regalias, e Jurisdiçoens do Real Mosteiro de Alcobaça, Cabeça da Congregação no tempo de seus Abbades perpetuos, e Administradores Cõmendatarios até a morte do Cardeal D. Henrique, com muitas noticias antigas, e modernas do Reino, e Serenissimos Reys de Portugal: Coimbra, por Bento Secco Ferreira. 1710.
- Alcobaça Vindicada - Resposta a hum papel que com o titulo de Justa Defensa em tres satisfaçoens apologeticas publicou o R. P. Mestre Francisco de S. Maria, Chronista Geral da Congregação de S. João Evangelista, contra outras tres chamadas invectivas tiradas da Historia de Alcobaça Illustrada: Coimbra no Real Collegio das Artes. 1724. fol.
- Monarchia Lusitana, Parte VIII - Contém a Historia, e successos memoraveis do Reino de Portugal no tempo delRey D. Fernando: a eleição delRey D. João I. com outras muitas noticias da Europa. Comprehende do- anno de Christo Senhor Nosso 1367, até o de 1385: na era do Cesar 1405 até o anno de 1423: Lisboa na Officina da Musica. 1729.
- Analysis Benedictina - Conclue por argumentos, e razoens verdadeiras que a sagrada, e Augusta Ordem de S. Bento he a Princeza das Religioens, e a mais antiga com precedencia a favor dos Reverendissimos Monges negros, contra os Reverendos Padres do Real Convento de Bellem: Madrid, por la Viuda de Francisco del Hierro. 1732.
- Historia Sebastica - Contém a vida do augusto Principe o Senhor D. Sebastião Rey de Portugal, e os successos memoraveis do Reino, e Conquistas no seu tempo: Lisboa por Antonio Pedroso Galrão 1735[1].